# Indaial
Indaial est une ville brésilienne de l'État de Santa Catarina.

## Généralités
Colonisée par des immigrants allemands, la ville compte quelques attractions touristiques comme la Vale do Encano et le parc municipal Ribeirão das Pedras.
Dans le parc municipal, au mois de mars de chaque année se passe la FIMI, une fête qui commémore la fondation de la ville. Depuis 2004, la fête comprend un Stammtisch, évènement typiquement allemand, où les amis et proches se réunissent pour boire et manger en centre ville.
Une partie du territoire de la municipalité fait partie du parc national de la Serra do Itajaí.

## Géographie
Indaial se situe dans la vallée du rio Itajaí, près de Blumenau, par une latitude de 26° 53′ 52″ sud et une longitude de 49° 13′ 54″ ouest, à altitude de 64 mètres. Sa population était de 54 794 habitants au recensement de 2010. La municipalité s'étend sur 431 km2.
Elle fait partie de la microrégion de Blumenau, dans la mésorégion de la Vallée du rio Itajaí.

## Histoire
Indaiá ou andaiá est un type de palmier ou cocotier, dont l'abondance dans la région impressionna les premiers colons qui décidèrent de donner ce nom au noyau de peuplement qui s'établit sur les rives du fleuve Itajaí-Açu à partir de 1860. Ses fruits sont présents sur le blason de la ville, de couleur or et au nombre de 34, allusion à l'année 1934, année de l'émancipation administrative de la municipalité.

## Villes voisines
Indaial est voisine des municipalités (municípios) suivantes :
- Timbó
- Pomerode
- Blumenau
- Botuverá
- Presidente Nereu
- Apiúna
- Ascurra
- Rodeio